# Horns Herred (Sjælland)
 For alternative betydninger, se Horns Herred. (Se også artikler, som begynder med Horns Herred)
Horns Herred var et herred, der ligger på halvøen Hornsherred mellem Roskilde Fjord og Isefjorden. Uanset at hele halvøen i dag kaldes Hornsherred, omfattede herredet faktisk ikke den sydlige del af halvøen (Lejre Kommune). Denne del var i stedet med i Voldborg Herred.
I middelalderen hørte herredet under Sjællands Medelsyssel. I 1660 blev det delt i to, så de to nordlige sogne Draaby og Gerlev kom til at udgøre Jægerspris Amt, og de øvrige Abrahamstrup Amt. Abrahamstrup Amt kom i 1675 under Roskilde Amt, og Jægerspris blev i 1681 lagt til Frederiksborg Amt.  Først i 1808 blev herredet samlet igen.
Bortset fra Orø, som allerede 1. april 1933 var flyttet til Tuse Herred, blev Horns Herred ved kommunalreformen (1970) til de to kommuner Skibby og Jægerspris.  Disse blev siden ved kommunalreformen (2007) en del af Frederikssund Kommune.
I herredet lå følgende sogne:
- Draaby Sogn
- Ferslev Sogn
- Gerlev Sogn
- Krogstrup Sogn
- Kyndby Sogn
- Orø Sogn indtil 1933
- Selsø Sogn
- Skibby Sogn
- Skuldelev Sogn
- Vellerup Sogn